# Kościół ewangelicki w Goleszowie
Kościół ewangelicki w Goleszowie – świątynia wyznania ewangelicko-augsburskiego we wsi Goleszów na Śląsku Cieszyńskim, kościół parafii ewangelicko-augsburskiej w tej miejscowości.

## Historia
Kościół luterański w Goleszowie powstał w 1785 r. Pierwszy skromny, drewniany kościół tutejsi ewangelicy wznieśli już w tym samym roku. Poświęcili go 15 sierpnia 1785 r. radca Konsystorza, ks. pastor Krystian Bogumił Frőhlich oraz Jan Fabri. W maju 1793 r. rozpoczęto budowę nowego kościoła, murowanego. Książę cieszyński Albert i jego żona Maria Krystyna ofiarowali drewno budowlane, a w 1795 r. zasiłek w wysokości 100 florenów. Ze względów na ustawiczny brak środków budowa jednak przeciągała się. Za pozwoleniem władz datki na budowę zbierano nawet u ewangelików na Górnym Śląsku. W 1798 r. zakupiono organy z klasztoru braci miłosierdzia w Cieszynie. Budowę ukończono prawdopodobnie w latach 1805-1808.
15 sierpnia 1850 r. położono kamień węgielny pod wieżę. Uroczystego aktu dokonał pastor ustroński ks. Karol Kotschy. Na wieży zainstalowano dwa dzwony, odlane w Odlewni Dzwonów Karola Schwabe w Białej w 1850 r. Poświęcenia wieży dokonał 1 listopada 1851 r. pastor bystrzycki ks. Wilhelm Raschke. Zegar na wieży, dzieło zegarmistrza Nogi z Karpętnej, zainstalowano w 1853 r.
8 lutego 1858 r. o godz. 21:00 nastąpiło rzadkie w tych stronach trzęsienie ziemi, w wyniku którego częściowo popękały mury kościoła i plebanii. Przyspieszyło to decyzję o rozbudowie kościoła. W połowie kwietnia 1877 r. rozpoczęto całkowitą rozbiórkę starego korpusu, a do końca roku na jego miejscu dobudowano do zachowanej wieży nową świątynię. 15 sierpnia 1878 r. kościół wraz z nowymi organami, wykonanymi przez warsztat Zapolskiego z Krakowa, poświęcił ks. superintendent Karl Samuel Schneider z Bielska.

## Architektura i wyposażenie
Jest to kościół zbudowany w stylu neoromańskim w 1793 roku. Prezbiterium jest niższe od nawy głównej, wąskie, zamknięte trójbocznie, z niewielkimi pomieszczeniami po bokach. Korpus prostokątny, trójnawowy. Od zachodu wieża z klatkami schodowymi po bokach. Nad nawami bocznymi są drewniane, dwukondygnacyjne pawlacze. W środku nawy głównej - kryształowe żyrandole z pierwszej połowy XIX wieku. W ołtarzu obraz przedstawiający Ostatnią Wieczerzę, namalowany w 1857 roku przez Franciszka Mainhalta ze Skoczowa.